# Steffi Baur
Steffi Baur  (* 1993 in Konstanz) ist eine deutsche Theaterschauspielerin.

## Leben
Ihr Schauspielstudium an der Kunstuniversität Graz begann sie 2013 nach ihrem Abitur. Über ein Kooperationsprogramm mit der Kunsthochschule ArtEZ studierte sie auch drei Monate in den Niederlanden. Sie schloss ihr Studium im Jahre 2017 ab und wurde für ihre Leistungen mit dem Wissenschaftspreis der Stadt Graz ausgezeichnet. Ihr erstes Festengagement führte sie von 2017 bis 2020 an das Stadttheater Pforzheim. Seit der Spielzeit 2020/21 ist sie festes Ensemblemitglied an der Landesbühne Niedersachsen Nord in Wilhelmshaven.  Im Mai 2022 wurde sie mit dem Förderpreis „Jade-Ring“ ausgezeichnet.
Steffi Baur lebt in Wilhelmshaven.

## Theater
- 2015: Grenzgänge. Regie: Nina Gühlstorff[7]
- 2015: Idomeneus. Regie: Jérôme Junod[8]
- 2017: Das Dschungelbuch. Regie: Markus Löchner[9][10]
- 2017: FlussPferde. Regie: Robert Besta[11]
- 2018: Die Feuerzangenbowle. Regie: Martin König[12]
- 2018: Der zerbrochne Krug. Regie: Hannes Hameter[13]
- 2018: Wie es euch gefällt. Regie: Hannes Hametner[14]
- 2019: Menschen im Hotel. Regie: Caro Thum[15][16]
- 2019: Faust I. Regie: Thomas Münstermann[17]
- 2019: Fahrenheit 451. Regie: Hannes Hameter[18]
- 2020: Faust II. Regie: Thomas Münstermann[19]
- 2020: Das Heimatkleid. Regie: Markus Löchner[20]
- 2020: Mein Freund Harvey. Regie: Sascha Bunge[21]
- 2021: Wir sind Niedersachsen. Regie:Olaf Strieb[22]
- 2021: Heute Abend: Lola Blau. Regie:Magdalena Schönfeld[23]
- 2022: Hairspray. Regie: Olaf Strieb[24]
- 2022: Zeugin der Anklage. Regie: Nina Pichler[25]
- 2023: X. Regie:  Maximilian J. Schuster[26]
- 2023: Der Tempelherr. Regie: Jacob Arnold[27]
- 2023: The Addams Family. Regie: Olaf Strieb[28]
- 2023: Woyzeck. Regie: Robert Teufel[29]
- 2024: La Notte Italiana – Reise ans Ende der Gleichgültigkeit. Regie:Robert Teufel[30]
- 2025: Der lange Schlaf. Regie: Angelika Zacek[31]
- 2025: Die Stunde da wir nichts voneinander wussten. Regie: Olaf Strieb[32]